# 1. A razred nogometnog Podsaveza Zagreb 1972./73.
1. A razred nogometnog Podsaveza Zagreb (1. A razred Zagrebačkog nogometnog podsaveza) je bila liga 6. stupnja nogometnog prvenstva Jugoslavije za sezonu 1972./73. 

Sudjelovalo je 12 klubova, a prvak je bio „Maksimir” iz Zagreba.

## Ljestvica
| mj. | klub                          | ut. | pob. | ner. | por. | gol+ | gol- | bod     |
| --- | ----------------------------- | --- | ---- | ---- | ---- | ---- | ---- | ------- |
| 1.  | Maksimir Zagreb               | 21  | 14   | 2    | 5    | 65   | 29   | 30      |
| 2.  | Brezovica                     | 21  | 13   | 3    | 5    | 59   | 34   | 29      |
| 3.  | Zelina                        | 21  | 11   | 4    | 6    | 46   | 26   | 26      |
| 4.  | Naftaplin Zagreb              | 21  | 12   | 4    | 5    | 39   | 30   | 26 (-2) |
| 5.  | Sloga Odra                    | 21  | 9    | 6    | 6    | 37   | 37   | 24      |
| 6.  | Budućnost Sesvetski Kraljevec | 21  | 10   | 4    | 7    | 46   | 49   | 24      |
| 7.  | Radnik Sesvete                | 21  | 10   | 3    | 8    | 49   | 38   | 23      |
| 8.  | Polet Klara                   | 21  | 7    | 2    | 12   | 38   | 46   | 16      |
| 9.  | Jedinstvo Dugo Selo           | 21  | 7    | 2    | 12   | 33   | 52   | 16      |
| 10. | Sloboda Ivanja Reka           | 21  | 6    | 3    | 12   | 35   | 61   | 15      |
| 11. | ZET Zagreb                    | 21  | 1    | 1    | 19   | 35   | 70   | 3       |
| 12. | Budućnost Dugo Selo           | 11  | 4    | 0    | 7    | 16   | 26   | 8       |

- Budućnost iz Dugog Sela nakon prvog dijela sezone odustala od natjecanja
- Zelina – tadašnji naziv za Sveti Ivan Zelinu
- Sesvetski Kraljevec – danas dio Sesveta
- Klara – danas Sveta Klara, dio Zagreba

## Rezultatska križaljka
| kratica | klub                          | BRE | BUDSK    | JED | MAK | NAF | POL | RAD | SLOB | SLOG | ZEL | ZET      | BUDDS    |
| --- | ----------------------------- | --- | -------- | --- | --- | --- | --- | --- | ---- | ---- | --- | -------- | -------- |
| BRE | Brezovica                     |     | 4:4      | 4:0 | 3:3 | 3:1 | 3:0 | 1:2 | 4:0  | 4:0  | 4:0 | 3:0 p.f. |          |
| BUDSK | Budućnost Sesvetski Kraljevec | 3:1 |          | 3:2 | 3:4 | 3:2 | 3:0 | 1:7 | 3:2  | 2:2  | 0:1 | 2:0      | 1:0      |
| JED | Jedinstvo Dugo Selo           | 2:4 | 3:5      |     | 0:3 | 0:1 | 4:3 | 1:0 | 2:2  | 3:0  | 3:0 | 1:0      |          |
| MAK | Maksimir Zagreb               | 4:3 | 8:0      | 2:0 |     | 5:3 | 2:1 | 2:0 | 1:2  | 1:2  | 0:2 | 1:0      | 5:0      |
| NAF | Naftaplin Zagreb              | 2:0 | 2:1      | 2:1 | 2:0 |     | 4:1 | 3:1 | 1:1  | 0:0  | 2:0 | 2:1      | 0:3 p.f. |
| POL | Polet Klara                   | 1:2 | 3:0 p.f. | 1:1 | 0:4 | 2:0 |     | 2:1 | 4:0  | 2:4  | 2:2 | 3:0      | 6:0      |
| RAD | Radnik Sesvete                | 1:4 | 2:2      | 5:0 | 2:7 | 2:2 | 4:2 |     | 5:0  | 2:2  | 3:1 | 8:1      |          |
| SLOB | Sloboda Ivanja Reka           | 1:1 | 1:2      | 2:1 | 4:3 | 1:3 | 6:0 | 0:1 |      | 1:2  | 3:1 | 3:2      |          |
| SLOG | Sloga Odra                    | 1:3 | 2:2      | 6:2 | 1:8 | 1:2 | 1:0 | 0:3 | 4:1  |      | 0:0 | 5:0      | 2:0      |
| ZEL | Zelina                        | 6:1 | 3:1      | 6:0 | 0:1 | 1:1 | 5:1 | 4:0 | 3:0  | 0:0  |     | 3:2      |          |
| ZET | ZET Zagreb                    | 3:4 | 3:5      | 3:5 | 1:1 | 3:4 | 0:4 | 0:3 | 13:3 | 1:2  | 1:4 |          | 1:4      |
| BUDDS | Budućnost Dugo Selo           | 0:3 |          | 0:2 |     |     |     | 3:2 | 5:2  |      | 1:2 |          |          |
| |                               |     |          |     |     |     |     |     |      |      |     |          |          |
| podebljan rezultat - utakmice od 1. do 11. kola (1. utakmica između klubova) rezultat normalne debljine - utakmice od 12. do 22. kola (2. utakmica između klubova) rezultat nakošen - nije vidljiv redoslijed odigravanja međusobnih utakmica iz dostupnih izvora rezultat nakošen i smanjen * - iz dostupnih izvora nije uočljiv domaćin susreta prekrižen rezultat - poništena ili brisana utakmica p - utakmica prekinuta 3:0 p.f. / 0:3 p.f. - rezultat 3:0 bez borbe |                               |     |          |     |     |     |     |     |      |      |     |          |          |

 Izvori: 

## Poveznice
- Prvenstva Zagrebačkog nogometnog podsaveza
- Zagrebački nogometni podsavez